# Powerlifting
Il powerlifting è una disciplina competitiva nella quale ogni singolo atleta è impegnato nel sollevamento del massimo peso possibile in tre esercizi: lo squat, la panca piana e lo stacco da terra.
Il termine di origine inglese tradotto in italiano equivale ad "alzata di potenza", anche se per gli atleti è fondamentale sviluppare la forza massimale.

## Storia
Il powerlifting si è diversificato soltanto di recente dalla pesistica, negli anni trenta si diffuse il piegamento delle cosce sulle gambe (squat), mentre la distensione su panca piana solo nel dopo-guerra. A poco a poco le prime competizioni sono apparse negli Stati Uniti, ma le prime gare ufficiali a livello internazionale sono datate inizio anni settanta; nello stesso tempo la pesistica si è concentrata sui due movimenti olimpici (strappo e slancio), ed i due sport sono ormai distinti.
Nell'atletica pesante, il powerlifting si distingue dal sollevamento pesi principalmente per il tipo di esecuzione dell'esercizio: nella pesistica tradizionale un atleta solleva un bilanciere dal pavimento sopra la sua testa, nel powerlifting invece i movimenti sono più corti e quindi i carichi sono molto più elevati. Nonostante in entrambe le discipline sia molto importante la forza muscolare, il sollevamento pesi richiede un'ottima tecnica insieme ad una rapidità di esecuzione fondamentale per la riuscita dell'esercizio; nel powerlifting, oltre allo sviluppo di un'ottima tecnica, ci si concentra più sulla forza pura e richiede un'incredibile resistenza allo sforzo.

## Esercizi
- Piegamento delle gambe, o squat in inglese. Questo movimento consiste nello scendere in posizione accovacciata (le cosce devono scendere sotto il parallelo rispetto al terreno) ed a sollevarsi, sempre con un bilanciere appoggiato sulla parte posteriore delle spalle.
- Distensione su panca piana, o bench press in inglese. L'atleta è in posizione orizzontale. Tiene il bilanciere a braccia tese sopra il petto, lo porta al contatto del petto, dove viene effettuato un fermo stabilito dal giudice, e risale in modo tale riportare le braccia estese alla posizione iniziale.
- Stacco da terra, o deadlift in inglese. L'atleta afferra il bilanciere al suolo e lo solleva finché le proprie gambe e il proprio busto non raggiungono una posizione verticale distesa mentre il bilanciere resta a livello delle anche.

Questi tre esercizi nel powerlifting sono eseguiti e curati come singole alzate e come tali devono essere eseguiti con grande controllo tecnico ed esplosività nel movimento. Gli esercizi sono dettati da regole, posture e tempi ben specificati dalle Federazioni. L'atleta deve osservare le direzioni dell'Arbitro Capo (colui che siede frontalmente ad ogni singolo esercizio), con comandi vocali e gestuali.

## Tipologie
La disciplina del powerlifting è divisa in due tipologie.

### Classico
Nel powerlifting classico (anche detto "raw"), agli atleti non è concesso indossare alcun tipo di attrezzatura in grado di incrementare la prestazione ma soltanto cintura, ginocchiere e polsini per sostenere le articolazioni sotto sforzo. Il peso sollevato, quindi, è interamente a carico del sistema muscolo-scheletrico dell'atleta. Dopo la sua introduzione nel circuito IPF nel 2012, il movimento raw è cresciuto vertiginosamente, superando, in numero di atleti, in poco tempo il movimento attrezzato.

### Attrezzato
Nel powerlifting attrezzato (anche detto "gear" o "equipped"), gli atleti indossano attrezzature che hanno il doppio scopo di preservare la salute delle articolazioni dell'atleta e di consentire il sollevamento di un peso maggiore. In particolare si tratta di fasce elastiche per le ginocchia, corpetti da squat e stacco e maglie da panca. Queste attrezzature sono realizzate in materiali elastici e poliestere e hanno una rigidità tale che, opponendosi al movimento indotto dal carico del bilanciere, consentono all'atleta di sollevare più peso di quello che gli consentirebbe la sua sola forza muscolare. Tuttavia questa attrezzatura va saputa utilizzare poiché modifica sostanzialmente l'esecuzione dei tre esercizi.

## Regolamenti
Le gare si esplicano su tre alzate la cui validità è giudicata da arbitri federali con l'applicazione di regole sancite a livello internazionale. Alcuni assistenti, gli spotter, possono aiutare i concorrenti a togliere il bilanciere dal supporto per prepararsi al sollevamento o aiutarli a rimetterlo in posizione al termine dell'esercizio, ma non possono intervenire durante il tentativo di sollevamento. Gli atleti appartengono a categorie diverse in funzione del loro peso corporeo e del sesso. L'omogeneizzazione del ranking viene effettuato mediante il punteggio wilks che tiene conto del rapporto fra peso corporeo e peso sollevato. Ogni atleta può contare su tre tentativi per ogni alzata in cui si cimenta. L'obiettivo è sollevare il massimo peso possibile (detto "massimale") in ogni esercizio, alla fine i massimali raggiunti su ognuna delle tre prove vengono sommati e si determina la classifica finale.

### Categorie
Nel powerlifting gli atleti vengono suddivisi in categorie in base al sesso, al peso corporeo e all'età.
Le classi d'età previste dall'IPF sono: Sub-Junior (atleti dai 14 ai 18 anni compiuti), Junior (dai 19 ai 23 anni compiuti), Senior (dai 24 ai 39 anni), Master I (dai 40 ai 49 anni compiuti), Master II (dai 50 ai 59 anni compiuti), Master III (dai 60 ai 69 anni compiuti), Master IV (dai 70 anni in poi).
Molte federazioni usano le seguenti categorie di peso:
Donne: 43 kg, 47 kg, 52 kg, 57 kg, 63 kg, 69 kg, 76 kg, 84 kg, 90 kg +
Uomini: 53 kg, 59 kg, 66 kg, 74 kg, 83 kg, 93 kg, 105 kg, 120 kg, 120 kg +
Dal 1º gennaio 2011 la IPF ha approvato le seguenti nuove categorie di peso sia per gli uomini che per le donne:
Donne: 43 kg (solo Junior e Subjunior), 47 kg, 52 kg, 57 kg, 63 kg, 72 kg, 84 kg, 84 kg+
Uomini: 53 kg (solo Junior e Subjunior), 59 kg, 66 kg, 74 kg, 83 kg, 93 kg, 105 kg, 120 kg, 120 kg+

### Attrezzatura
Ogni attrezzo utilizzato nelle gare, sia per ciò che riguarda dischi di ghisa e bilancieri, sia per panche e rack (supporti per appoggiare il bilanciere), ha misure definite dai regolamenti delle proprie federazioni. Sono utilizzati dei bilancieri in acciaio da 20 kg , come nel sollevamento pesi; la sola differenza considerevole riguarda la rigidità superiore, affinché possano sostenere carichi molto pesanti senza flessione eccessiva. I dischi seguono lo stesso codice di colore del sollevamento pesi (2.5 kg: nero, 5 kg: bianco, 10 kg: verde, 15 kg: giallo, 20 kg: blu, 25 kg: rosso). Da ricordare l'utilizzo di collari appositi per fissare i dischi ed evitare che si stacchino dal bilancieri. Anche in questo caso, i collari hanno un peso standard (2,5 kg per collare).
Anche le attrezzature per il powerlifting attrezzato sottostanno a precisi regolamenti, come anche cinture, ginocchiere e polsini.

## Federazioni

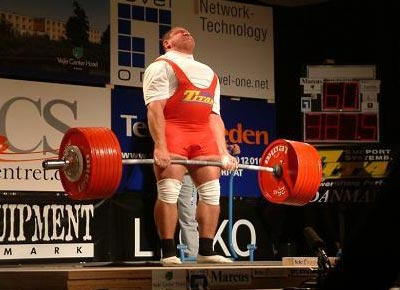
Un atleta durante l'esecuzione di uno stacco da terra

### In Italia
La disciplina sportiva in Italia ha più di una federazione:
- Federazione Italiana Powerlifting (FIPL)
- Federazione Italiana Atletica Pesante (FIAP)
- World Drug Free Powerlifting Federation Italia (WDFPF)
- World Powerlifting Congress (WPC)

La FIPL è la federazione italiana riconosciuta a livello internazionale dalla IPF (International Powerlifting Federation), la WDFPF Italia è riconosciuta a livello internazionale dalla WDFPF. La WPC Italia è riconosciuta in ambito internazionale dalla World Powerlifting Congress.
La FIPL come anche la WPC Italia dànno la possibilità di partecipare a campionati europei e mondiali. A differenza della FIPL dove a decidere la partecipazione alle gare internazionali è la federazione stessa, in Wpc basta il piazzamento in una competizione Nazionale per avere le porte aperte verso tutti gli eventi internazionali organizzati dalla federazione. Una grande opportunità per tutti gli atleti che desiderano fare un'esperienza internazionale in un contesto unico in mezzo agli atleti più forti al mondo.
La FIPL organizza al momento 8 eventi annuali: 3 di powerlifting completo su 3 prove (Campionato italiano assoluto, Coppa Italia a squadre, Campionato nazionale di Powerlifting Classic) e cinque di specialità (Campionato italiano assoluto di stacco, Campionato italiano assoluto di panca, Trofeo "G.Bertoletti" di Panca, Campionato nazionale di Stacco RAW, Campionato nazionale di Panca RAW).
La WPC organizza dai 3 ai 4 eventi nazionali, comprese gare di single lift bench press e deadlift (sia raw che equipped) e gare di powerlifting raw, classic raw e equipped. Le gare internazionali alle quali si ha accesso sono solitamente dalle 4 alle 6 (european Championship wpc, world Championship wpc, Coppa del mondo, european championship awpc, Mediterranean championship) e vengono organizzate ogni anno in paesi differenti.
Alla diffusione dello sport del powerlifting in Italia contribuisce anche la FIAP (Federazione Italiana Atletica Pesante) ex F.I.B.At (Federazione Italiana Biathlon ed atletica pesante), che organizza due competizioni: il trofeo "The Deadlift" (relativo alla sola prova di stacco da terra) ed il trofeo "Bench Press" (relativo alla sola prova di panca). Entrambe le competizioni si svolgono con l'applicazione del regolamento FIPL / IPF e le terne arbitrali sono composte da ufficiali delegati di tali sigle federative.
La FIPE (Federazione Italiana Pesistica) (ex FIPCF - Federazione Italiana Pesistica e Cultura Fisica), che promuove il sollevamento pesi olimpico (weightlifting) in Italia, in margine alla sua attività principale, organizza 2 competizioni solo di "distensione su panca", la Coppa Italia e il Campionato italiano con fase di qualificazione e finale nazionale.